# رایت (مینه‌سوتا)
رایت، مینه‌سوتا (به انگلیسی: Wright, Minnesota) یک شهر در ایالات متحده آمریکا است که در شهرستان کارلتون، مینه‌سوتا واقع شده‌است.

## خصوصیات
رایت ۴٫۰۱ کیلومترمربع مساحت و ۱۲۷ نفر جمعیت دارد و ۳۹۸ متر بالاتر از سطح دریا واقع شده‌است.